# Walter Gordon
Walter Gordon (13. srpna 1893 Apolda – 24. prosince 1939 Stockholm, Švédsko) byl německý teoretický fyzik.

## Život
Byl synem podnikatele Arnolda Gordona a jeho ženy Biancy. Rodina se v jeho dětství přestěhovala do Švýcarska. Zde vychodil základní a střední školu. Poté se rozhodl studovat matematiku a fyziku na Humboldtově univerzitě v Berlíně. Pod vedením Maxe Plancka získal v roce 1921 doktorát. V roce 1922 se stal asistentem Maxe von Laueho. Roku 1925 pracoval několik měsíců u Williama Lawrence Bragga a později v Kaiser Wilhelm Society v Berlíně. V roce 1926 se přestěhoval do Hamburku, kde se o tři roky později habilitoval. Roku 1930 se stal profesorem a roku 1932 se oženil s Gertrude Lobbenberg. Již následujícího roku se přestěhoval do Stockholmu, kvůlu vzrůstající moci NSDAP v Německu.
Jeho nejvýznamnější prací je odvození Kleinovy–Gordonovy rovnice, kterou navrhl společně se švédským fyzikem Oskarem Kleinem a která popisuje kvantové částice v rámci teorie relativity.